# Journals
Journals är en självbiografisk bok med anteckningar och teckningar av den amerikanske sångaren Kurt Cobain. Den utgavs postumt år 2002 av Riverhead Books i New York. Boken, som även innehåller låttexter och klotter i form av doodles, gick i november 2002 rakt in på första plats på The New York Times' Hardcover Nonfiction best-seller list.

## Utgåva
- Cobain, Kurt (2002) (på engelska). Journals. New York: Riverhead Books. Libris 8934792. ISBN 1-57322-232-1